# Рахманівка
Рахманівка (до 1957 року — Олександродар) — колишнє селище міського типу Дніпропетровської області, що було підпорядковане Криворізькій міськраді.

## Історія
Засноване на початку XIX століття. У 1819 році в селі збудовано кам'яний Миколаївський молитовний будинок, в 1862 році священником Іоанном Смірновим  організовано церковно-приходську школу.
1873 року неподалік села Олександрів Дар між Кривим Рогом і Латівкою проводив розвідку пан Феодосьєв. Тут уперше були відкриті поклади марганцевої руди.
Селище розташоване над річкою Інгульцем.

16 серпня 1957 р. село Олександродар віднесено до категорії смт з присвоєнням селищу найменування Рахманівка.

У 1966 році в ньому мешкало близько 5 300 осіб.
Промисловість спеціалізувалась на видобутку залізної руди на РУ Рахманівське, працювали два вапняні заводи.
18 листопада 1997 року селище знято з обліку рішенням Дніпропетровської обласної ради.
На разі входить до складу Центрально-Міського району міста Кривий Ріг.